# 佩尔-奥洛夫·勒夫丁
佩尔-奥洛夫·勒夫丁（Per-Olov Löwdin）(1916年10月28日—2000年10月6日) 是瑞典物理学家，在乌普萨拉大学从1960年至1983年是教授，同时是佛罗里达大学的教授直到1993年。
勒夫丁在1969年当选为瑞典皇家科学院的成员，并且从1972年到1984年他是该科学院诺贝尔物理学奖委员会的成员。他是量子化学国际期刊和量子化学进展系列的创始人。他是国际量子分子科学院的创始成员。